# Karl Heinrich Waggerl

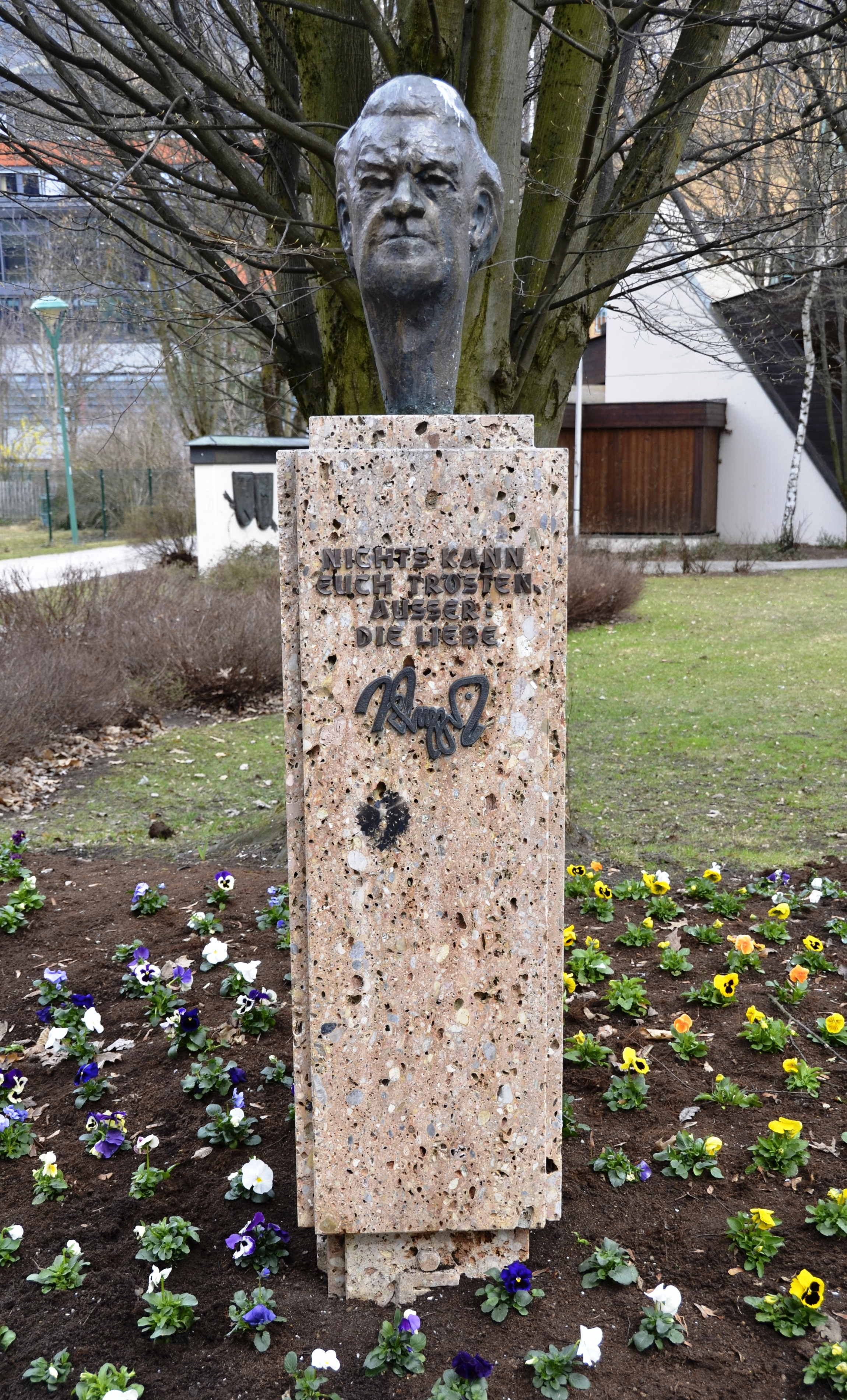
Denkmal für Karl Heinrich Waggerl in St. Johann im Pongau

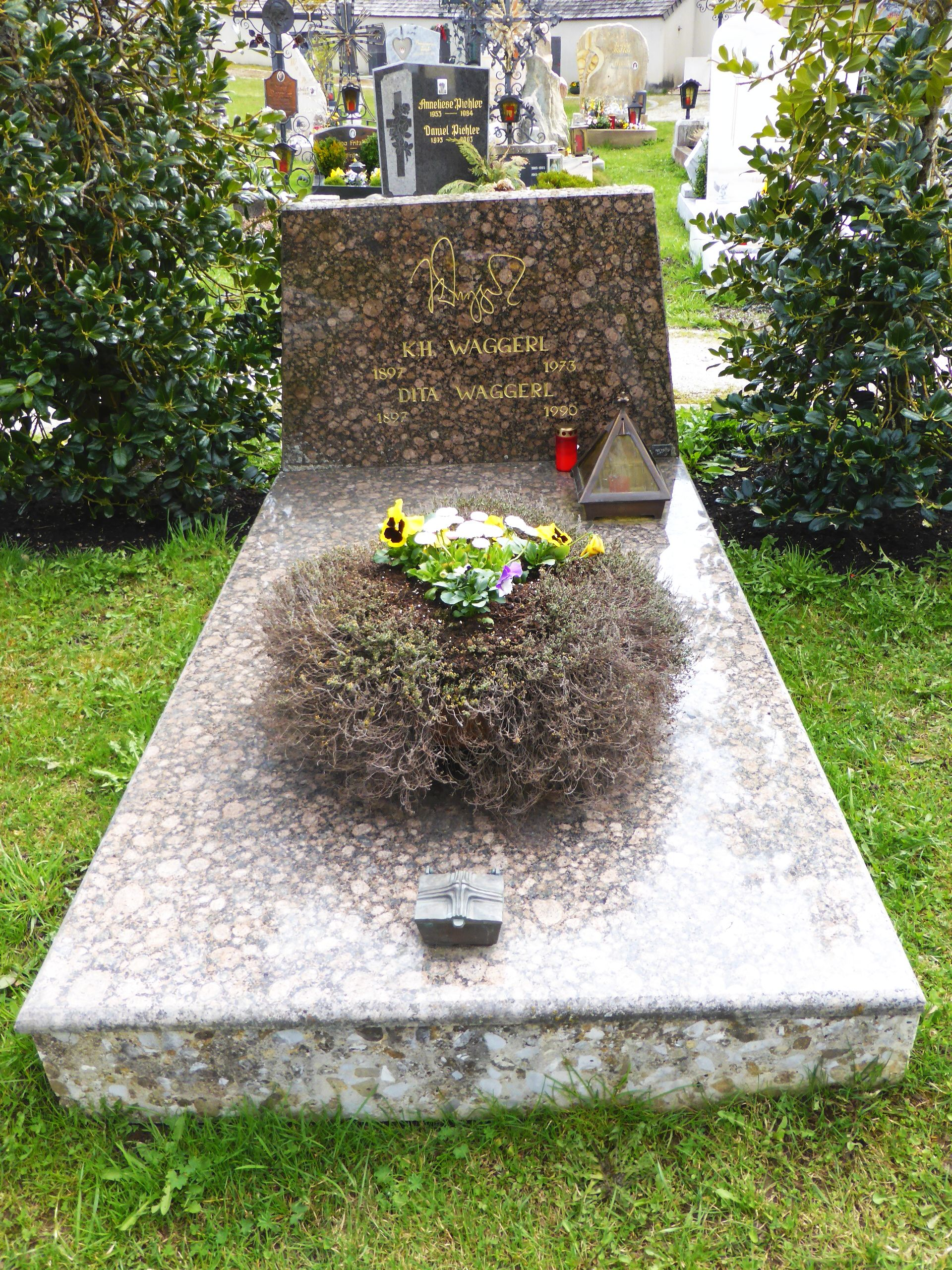
Grabstelle für Karl Heinrich Waggerl und seine Frau Dita in Wagrain

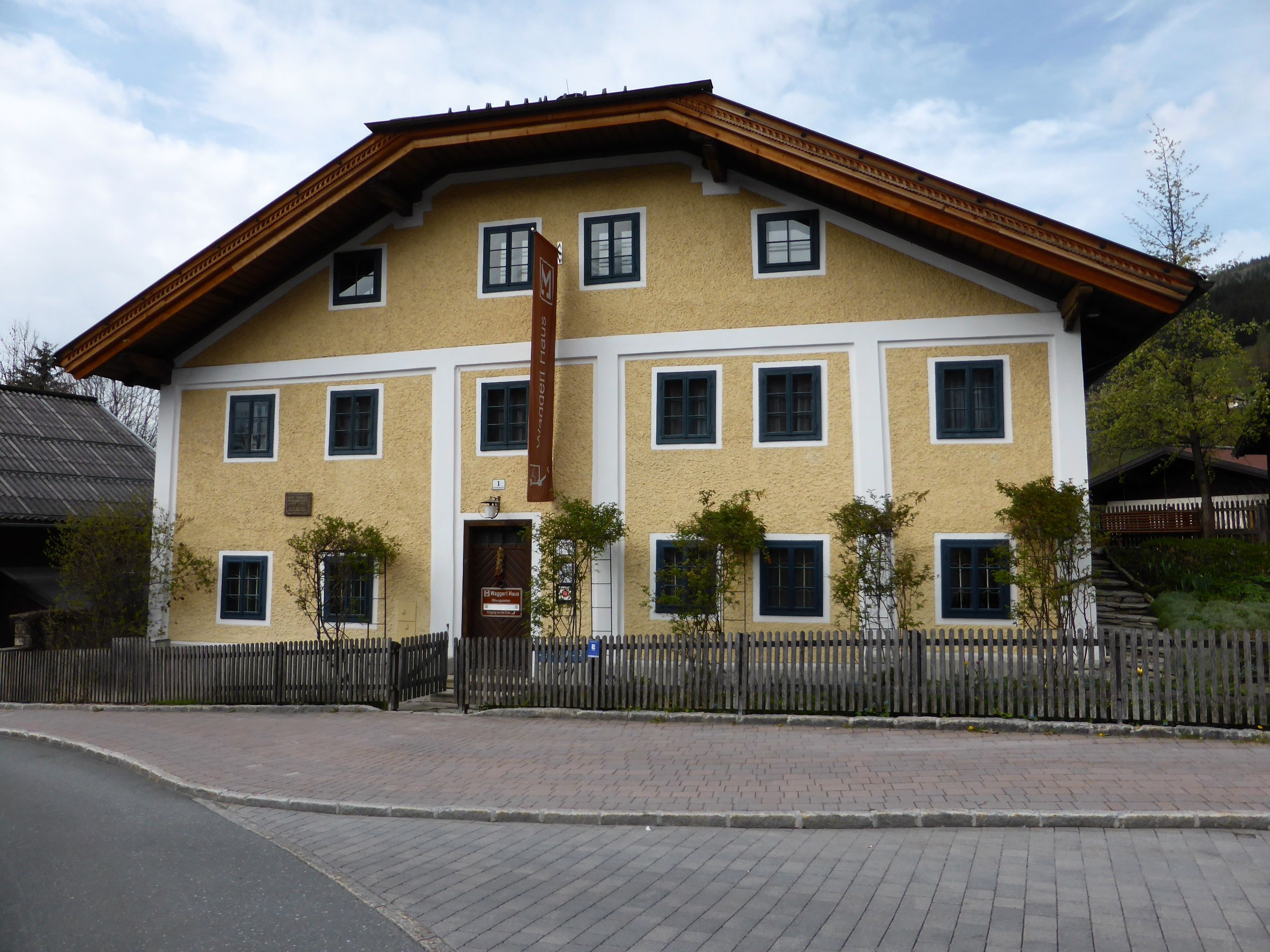
Waggerlhaus in Wagrain

Karl Heinrich Waggerl, geboren als Karl Waggerl (* 10. Dezember 1897 in Bad Gastein; † 4. November 1973 in Schwarzach im Pongau), war ein österreichischer Schriftsteller.

## Leben
Karl Waggerl – den zweiten Vornamen „Heinrich“ legte er sich erst als Schriftsteller zu – besuchte gemeinsam mit seinem späteren langjährigen Freund und Wegbegleiter Karl Springenschmid die Lehrerbildungsanstalt Salzburg. Dort legte er jedoch nicht das Examen ab, sondern meldete sich im Ersten Weltkrieg 1916 freiwillig zum Dienst beim Infanterieregiment 59, mit dem er den Stellungskrieg am Isonzo erlebte. Am 30. Juni 1918 geriet er, inzwischen Leutnant, in italienische Kriegsgefangenschaft. Dort erkrankte er durch Unterernährung an Tuberkulose. Nach seiner Entlassung am 26. August 1919 musste Waggerl aufgrund dieses Leidens seinen 1920 ergriffenen Beruf als Dorfschullehrer in Wagrain (Pongau) bereits 1923, mit 27 Jahren, wieder aufgeben. Im vorzeitigen Ruhestand begann er zuerst zu malen, dann zu schreiben. Zeit seines Lebens blieb er durch seine Kriegserfahrungen pazifistisch geprägt.
Sein Erstlingsroman Brot, inspiriert von Knut Hamsun, erschien 1930 im Insel-Verlag. In seinen populären Erzählungen und Romanen thematisierte Waggerl – zunehmend idealisierend – das Landleben. Von August 1940 bis Mai 1941 war er Bürgermeister von Wagrain, wo er 50 Jahre lebte.
Nach dem Zweiten Weltkrieg wurde er für seine idyllisierende Kurzprosa geschätzt. Der Schriftsteller Hermann Hesse äußerte: „Die eigentlich dichterischen Bücher in unserer Literatur werden immer seltener, aber die von Waggerl gehören zu ihnen.“ Vor allem in der Weihnachtszeit las er bis zu seinem Tode häufig aus seinen Erzählungen und Legenden, was auch durch einige Schallplattenaufnahmen dokumentiert ist.

## Nachwirkung
In Wagrain gibt es in seinem ehemaligen Wohnhaus ein Waggerl-Museum. An der Außenmauer seines Geburtshauses in Bad Gastein (heute Kurpension und Restaurant Bergfriede in der Karl-Heinrich-Waggerl-Straße 23) erinnert eine Gedenktafel an ihn.

## Waggerl als Nationalsozialist
1936 wurde Waggerl Mitglied des Bundes deutscher Schriftsteller Österreichs, der sich 1934 vom P.E.N.-Club abgespalten hatte, da einige Schriftsteller eine Protestnote gegen die Verfolgung und Einkerkerung deutscher Schriftstellerkollegen im Zuge der Bücherverbrennung im März 1933 im Deutschen Reich verfasst hatten. Die Mitglieder des „Bundes“ arbeiteten energisch auf den „Anschluss“ hin, um „den Weg zur Befreiung ihres Volkes zu bahnen und zu vollenden“ (Max Stebich 1938). In ihm fanden sich Mitglieder und Sympathisanten der NSDAP zu einer illegalen Tarnorganisation zusammen.
Nach dem Anschluss Österreichs an das Deutsche Reich im Jahr 1938 beteiligte sich Waggerl mit einem Beitrag am Bekenntnisbuch österreichischer Dichter (herausgegeben vom Bund deutscher Schriftsteller Österreichs), das den Anschluss begeistert begrüßte. Unter dem Titel „Dichter bekennen sich zur Heimkehr ins Reich“ schrieb Waggerl: „Mögen alle Sünden verziehen sein, nur die eine nicht: Jetzt noch zu zweifeln oder zu verneinen!“ An Adolf Hitler rühmte der Salzburger Heimatdichter „die befreiende Kraft einer wahrhaft großen Menschlichkeit“. Am 31. Mai 1938 beantragte Waggerl die Aufnahme in die NSDAP und wurde rückwirkend zum 1. Mai aufgenommen (Mitgliedsnummer 6.347.556), im Mai 1939 machten ihn die Nationalsozialisten zum Landesobmann der Reichsschrifttumskammer im NS-Gau Salzburg.
Waggerl war mit dem nationalsozialistischen österreichischen Schriftsteller Karl Springenschmid befreundet, der sein Schul- und Lehrerkollege und Hauptverantwortlicher für die Salzburger Bücherverbrennung am 30. April 1938 war und der ein Erinnerungsbuch an Waggerl mit dem Titel Servus Heiner! Erinnerungen an Karl Heinrich Waggerl herausgab, in dem er Waggerl als Sympathisanten sah, „der überhaupt nicht begriffen habe, was die Nationalsozialisten wollten“. Nach dem Zweiten Weltkrieg führten die beiden eine ideologische Kontroverse über das Wesen, den Sinn und die Aufgaben der Ehe.
Im Jahre 1941 nahm Waggerl am Weimarer Dichtertreffen teil, bei dem die Europäische Schriftsteller-Vereinigung gegründet wurde. Die Europäische Schriftsteller-Vereinigung hatte zum Ziel, die europäische Literatur nach einem Endsieg des Deutschen Reiches unter deutsche Vormacht zu stellen.

## Waggerl und Weihnachten
Bis heute sind besonders Waggerls Weihnachtsgeschichten äußerst populär geblieben, in erster Linie das Buch Und es begab sich (1952), das u. a. die berühmten Weihnachtslegenden Worüber das Christkind lächeln musste oder Warum der schwarze König Melchior so froh wurde enthält. Diese Geschichten, die außerhalb Österreichs noch weitaus berühmter als ihr Autor sind, gelten als Meisterwerke des Genres und gehören längst zur klassischen Weihnachtsliteratur.
Fünf der sechs Legenden des Buches hat Waggerl auch für die Schallplatte eingesprochen, zunächst für seinen Salzburger Verleger Otto Müller; später erschien die Aufnahme – um die fehlende Geschichte ergänzt – auch im literarischen Archiv der Deutschen Grammophon Gesellschaft.
Neben den Legenden hat Waggerl auch viele Betrachtungen über und Erinnerungen an das Weihnachtsfest niedergeschrieben, die häufig in frühen Erinnerungen seiner Kindheit wurzeln. „Gottlob für einen winzigen Funken Licht in der schrecklichen Finsternis“, so hat Waggerl einmal die Vorweihnachtszeit beschrieben.
Bis heute sind Waggerls Geschichten und Betrachtungen über die „stillste Zeit im Jahr“ von den besten Interpreten gesprochen worden, neben seiner eigenen Interpretation u. a. auch von Josef Meinrad, Heinz Rühmann und Hans-Joachim Kulenkampff.
Die besondere und entscheidende Rolle, die Karl Heinrich Waggerl als rezitierender Dichter zudem lange Zeit für das Salzburger Adventsingen spielte, rührt ebenfalls von der tief empfundenen Liebe des bekennenden Atheisten für das Weihnachtsfest her, die in vielen seiner literarischen Arbeiten zum Ausdruck kommt.

## Literaturgeschichtliche Bedeutung

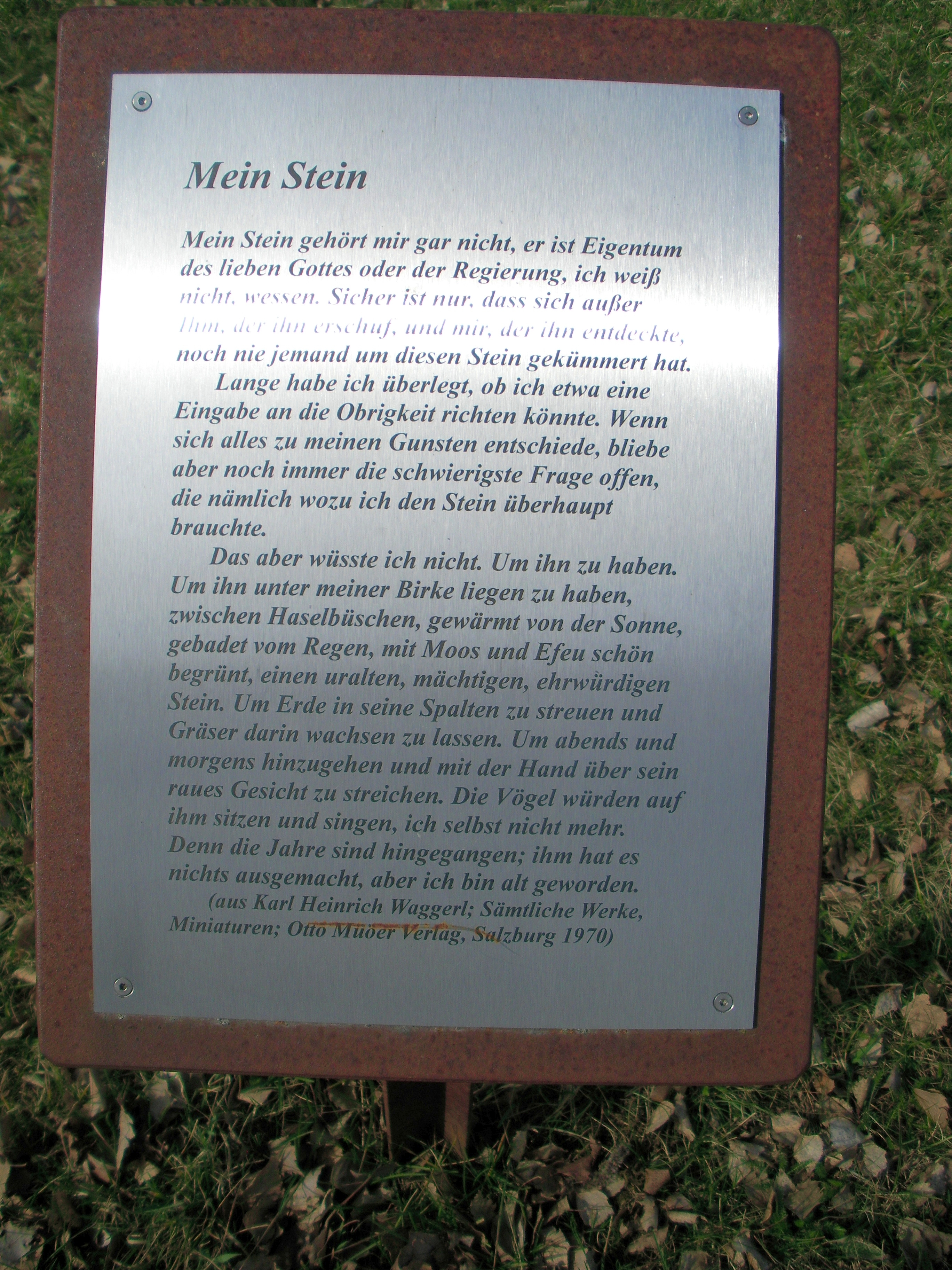
Mein Stein, Lesepark Neumarkt

## Fotografie

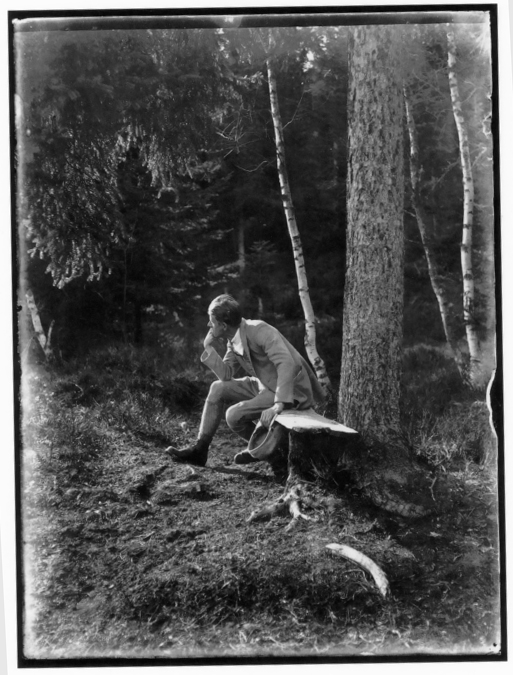
Selbstporträt von Waggerl, 1930er Jahre
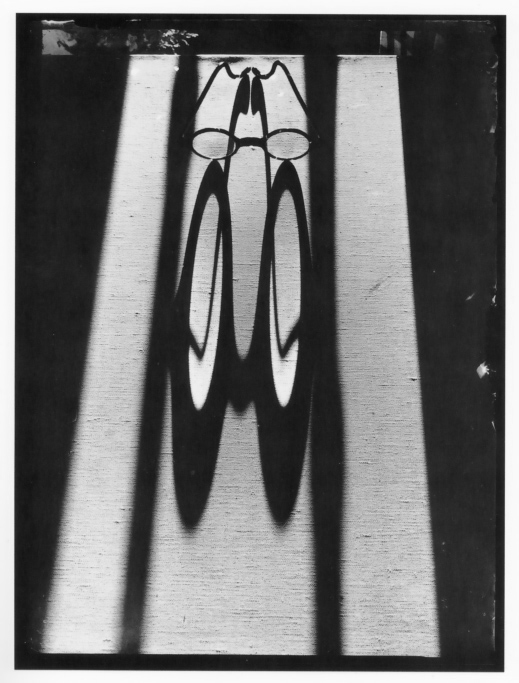
Unbetitelte Fotografie von K.H. Waggerl, 1930er Jahre